# سالیگرام (فسیل‌سنگ)

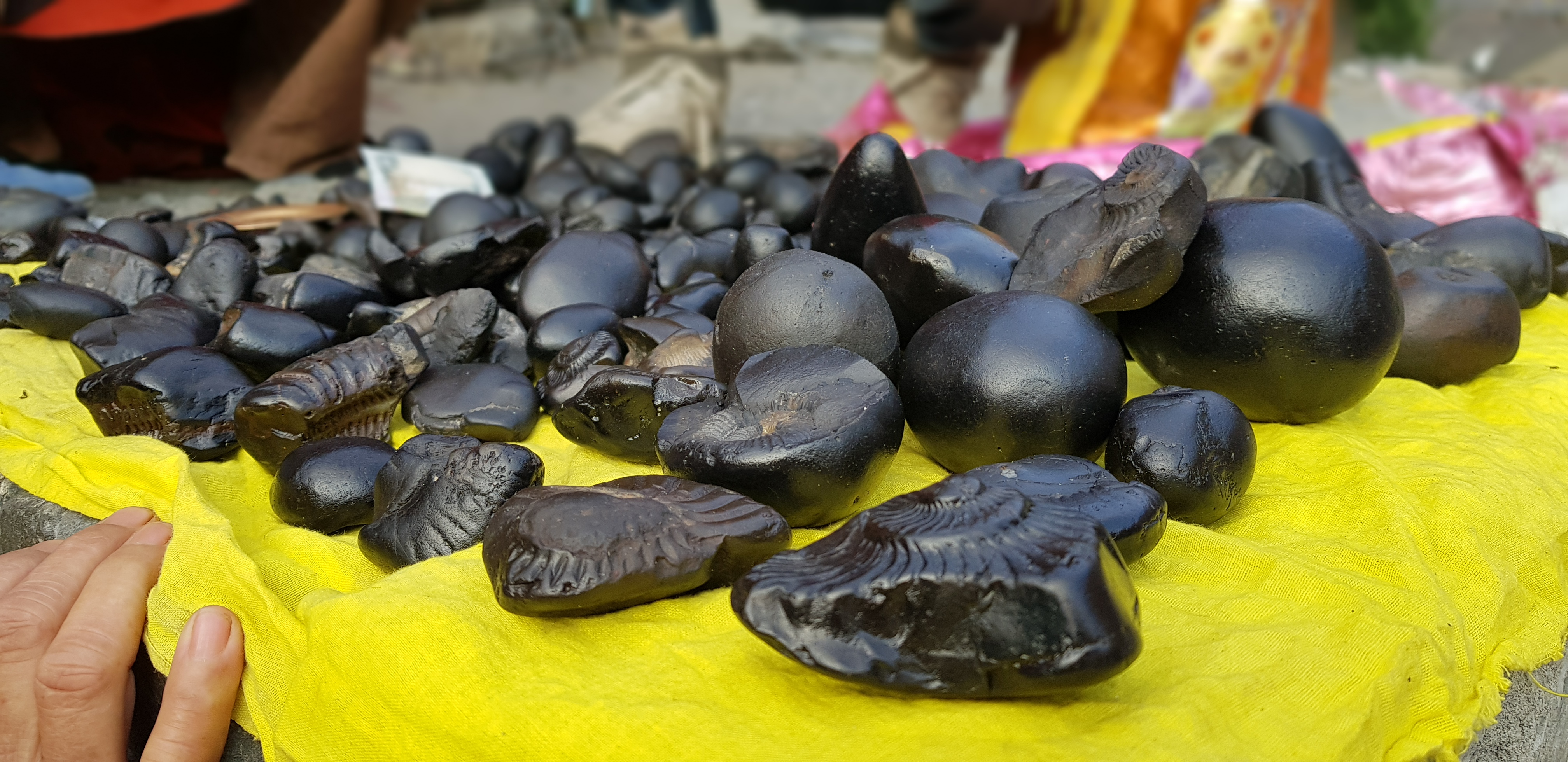
این فسیل‌های آمونیت به‌عنوان نماد غیرانسانی ویشنو عمل می‌کنند.

سالیگرام یا سالیگرام شیلا، سنگ یا آمونیت یا شاخ‌قوچی فسیل شده‌ای است که از بستر یا سواحل رودخانه کالی گانداکی، شاخه ای از رودخانه گانداکی در نپال جمع‌آوری شده است. همچنین در هندوئیسم نوعی ویشنو در نظر گرفته می‌شود.

## افسانه‌ها
طبق گفته‌های Devi Bhagavata Purana , Brahmavaivarta Purana و Shiva Purana , شیلاگراما شیلاها به دلیل زنجیره‌ای از رویدادها به وجود آمدند.
پادشاهی به نام Vrishadhvaja توسط سوریا مورد لعنت قرار گرفته بود تا فقر را تحمل کند، به دلیل عدم تمایل او به پرستش خدایی غیر از شیوا. نوه‌هایش دارمادهواجا و کوشادواجا برای بازیابی رفاه از دست رفته خود، ریاضت‌هایی را انجام دادند تا الهه لاکشمی، الهه سعادت، راضی کنند. او که از ریاضت‌ها خشنود بود، به آنها رفاه بخشید و به دخترشان زاده شد. بر این اساس، لاکشمی به عنوان ودواتی، دختر کوشادواجا و تولاسی، دختر دارمادهواجا تجسم یافت. تولاسی برای به دست آوردن ویشنو به عنوان همسرش به باداریکاشراما رفت تا ریاضت‌هایی انجام دهد، اما برهما به او اطلاع داد که در آن زندگی ویشنو را به عنوان شوهرش نمی‌گیرد و باید با داناوا به نام شانخاچودا ازدواج کند.
شانخاچودا در تولد قبلی خود، سوداما، همکلاسی (گوروباندو) کریشنا، مظهر ویشنو ساکن گولوکا بود. او از بدن خود آفریده شده بود و توسط رادا نفرین شده بود تا به عنوان داناو متولد شود. در نتیجه، شانخاچودا ذاتاً با فضیلت و تقوا بود و به ویشنو ارادت داشت. او طبق قوانین ازدواج گنداروا به دستور برهما با تولاسی ازدواج کرد. پس از ازدواج شانخاچودا، داناواها تحت رهبری او، نبردی را علیه دشمنان طبیعی خود، دیوها، به راه انداختند که در آن به دلیل شایستگی فضیلت شانخاچودا پیروز شدند. دیوها متعاقباً توسط داناوهای پیروز از سوارگا بیرون رانده شدند.
دیوها که دچار تضعیف و شکست شده بودند به ویشنو نزدیک شدند و او به آنها گفت که سرنوشت شانخاچودا توسط شیوا کشته خواهد شد. شیوا به درخواست دیواها، همراه با خدمتکارانش و دیوها، به رهبری شانخاچودا، علیه داناوها به جنگ پرداختند. با این حال، هیچ‌یک از طرفین نتوانستند بر دیگری غلبه کنند. صدایی بی‌جسم به شیوا می‌گفت که به لطف برهما، شانخاچودا تا زمانی که زره خود را می‌پوشید، در نبرد شکست ناپذیر بود و عفت همسرش زیر پا نمی‌رفت.
از این رو، ویشنو، که شکل یک برهمن پیر را به خود گرفت، در حالی که صدقه می‌خواست از شنخاچودا زرهش را خواست. شانخاچودا زره خود را به او اهدا کرد. هنگامی که او مشغول جنگیدن با شیوا بود، ویشنو با پوشیدن زره شانخاچودا شکل شانخاچودا را به خود گرفت و با تولاسی زندگی مشترک کرد؛ بنابراین، عفت تولاسی شکسته شد و شانخاچودا توسط تریشولای شیوا کشته شد و بدین وسیله سوداما را از نفرین نجات داد.
در لحظه مرگ شنخاچودا، تولاسی مشکوک شد که مردی که در آن زمان با او بود، شنخاچودا نیست. وقتی متوجه شد که این ویشنو بود که او را فریب داده است، او را نفرین کرد تا تبدیل به سنگ شود، زیرا معتقد بود که او در انجام مرگ جانباز خود، شانخاچودا، و ربودن عفت او، مانند سنگ بی‌احساس بوده است. فداکار او ویشنو با بیان اینکه این نتیجه ریاضت‌های او در گذشته برای به دست آوردن او به عنوان شوهرش بود، تولاسی را تسلیت گفت و پس از بیرون انداختن بدنش دوباره همسر او خواهد شد؛ بنابراین، لاکشمی بدن تولاسی را بیرون انداخت و شکل جدیدی به خود گرفت (که به نام تولاسی معروف شد). جسد دور ریخته شده تولاسی به رودخانه گندکی تبدیل شد و از موهایش درختچه تولاسی بیرون آمد. ویشنو پس از نفرین شدن توسط تولاسی، شکل کوه سنگی بزرگی به نام سالیگراما را در ساحل رودخانه گندکی به خود گرفت که واجراکیتا، نوعی کرم با دندان‌هایی به قوت واجرا، بر روی بدنش نشانه‌های مختلفی حک کرد. سنگ‌های تراشیده شده توسط ورجراکیتا که از سطح آن کوه به رودخانه گندکی می‌ریزند، به shaligrama shilas معروف شدند.

## تاریخ
از نظر تاریخی، استفاده از شیلاهای شلیگرام در عبادت را می‌توان در زمان آدی شانکارا از طریق آثار او جستجو کرد. به‌طور خاص، تفسیر او بر آیه ۱٫۶٫۱ در اوپانیشاد تیتریه و تفسیر او بر آیه ۱٫۳٫۱4 Brahma Sutras نشان می‌دهد که استفاده از شیلای سالیگرام در پرستش ویشنو. یک عمل معروف هندوها بود. تعداد زیادی شیلای کاذب سالیگرام نیز در گردش باقی می‌ماند.
اعتقاد بر این است که مجسمه ویشنو در معبد پادمانابهاسوامی تیرووانانتاپورام و معبد بدرینات در منطقه گرهوال و مجسمه کریشنا در کریشنا ماتا از اودوپی و معبد رادا رامان ورینداوانا نیز از شیلاهای سالیگراما ساخته شده است.

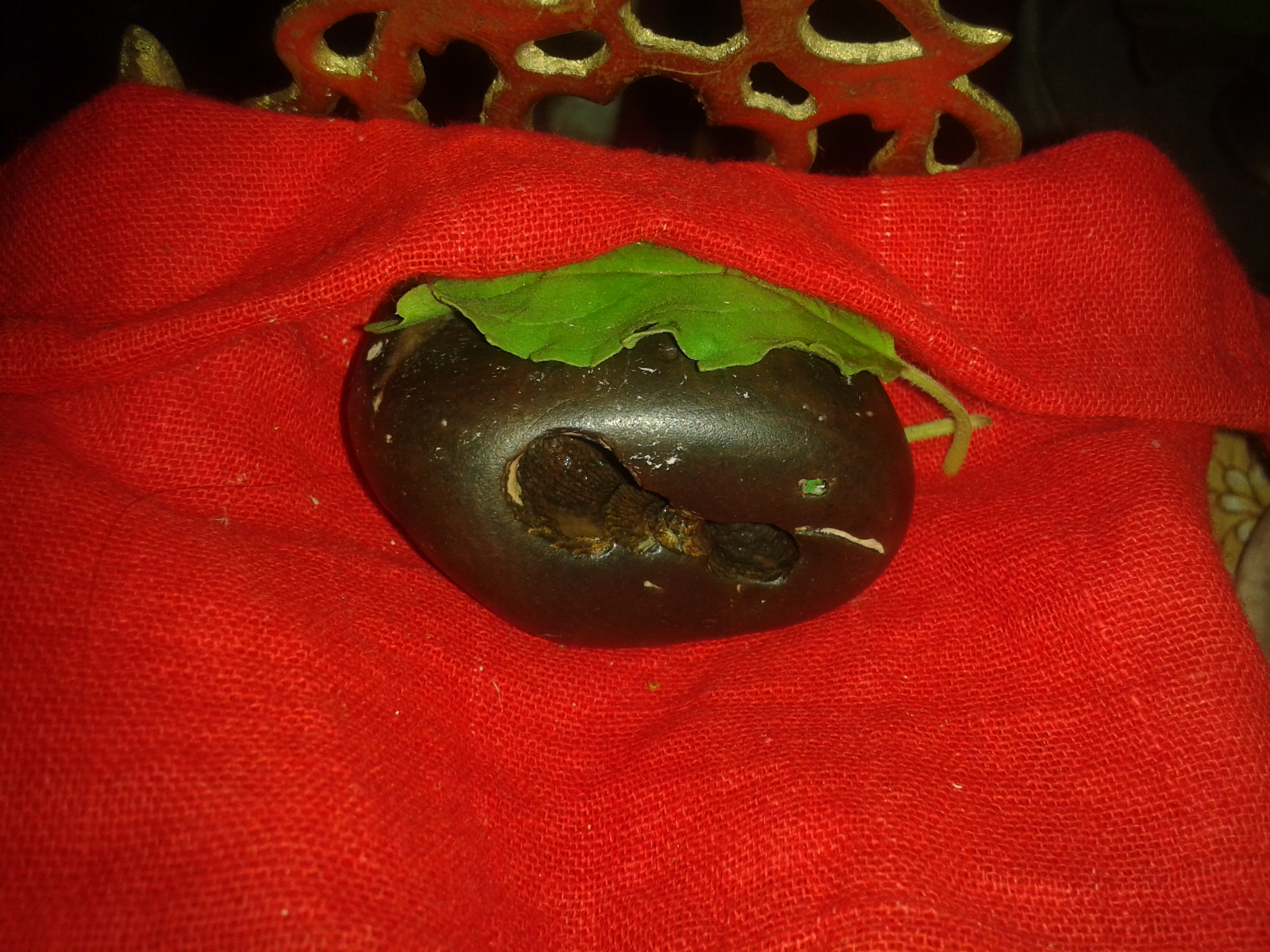
لاکشمی-ناراسیمها سالیگرام شیلا که در بنگال غربی پرستش می‌شود

## پیکربندی

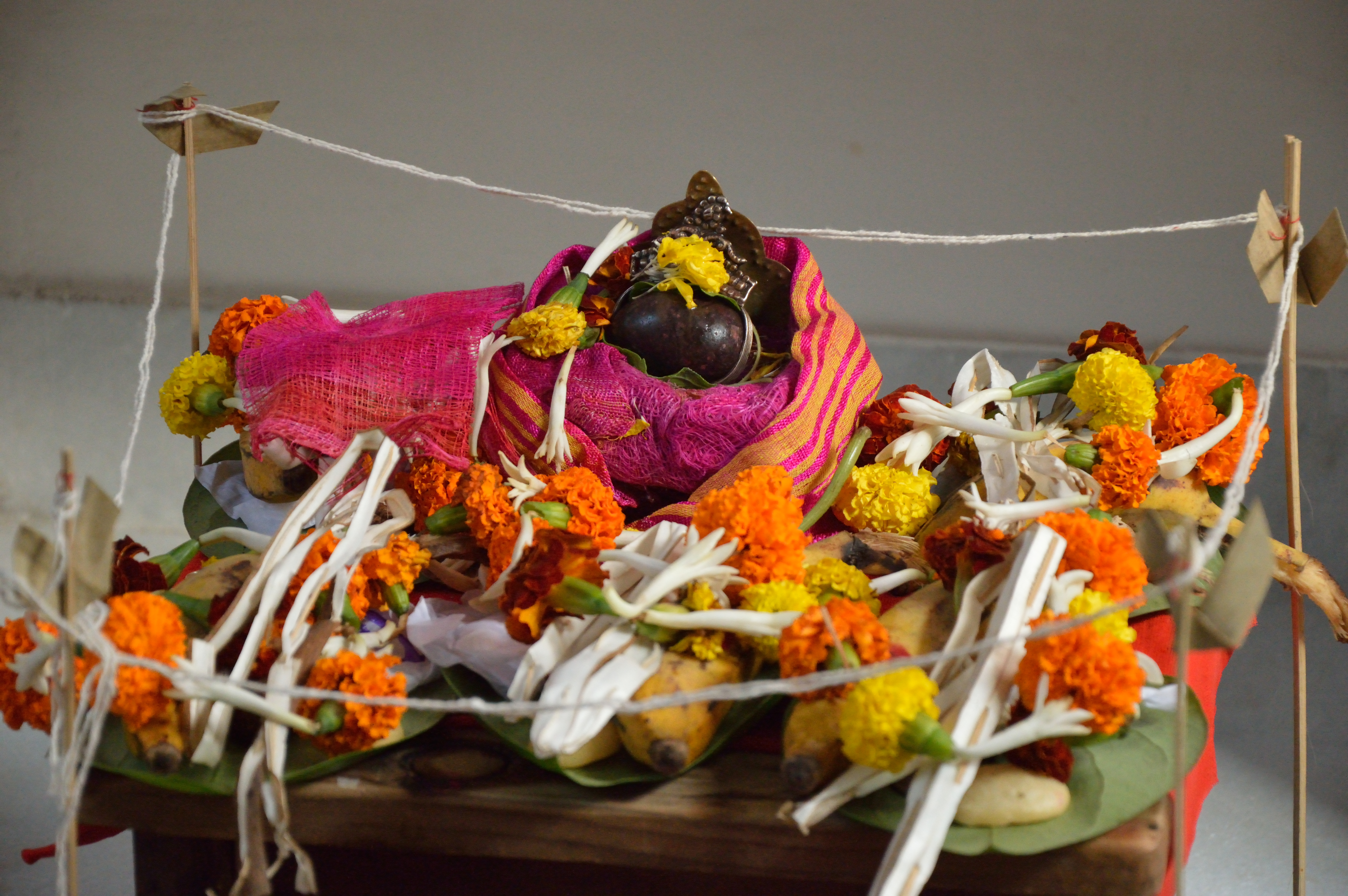
شیلای شالاگرام در خانه ای در هورا، بنگال غربی پرستش می‌شود

به نقل از منابعی مانند Viramitrodaya , Chaturvarga-chintamani , Matsyasukta , Vaishvanara Samhita , Puranasamgraha و غیره، پراناتوشانی تانترا انواع زیر از شیلاهای سالیگراما را بر اساس شکل، رنگ، ویژگی‌های چاکرا ذکر می‌کند. در سطح بیرونی یا داخل سنگ، شبیه چاکرای سودارشانا، سلاح اصلی ویشنو) و موخا/وادانا/دوارا (یک روزنه بزرگ شبیه دهان باز که از طریق آن چاکرای موجود در سنگ از بیرون قابل مشاهده است) و نشانه‌های متمایز مانند وانامالا (خط سفید خطی که در سراسر بدنه سنگ می‌گذرد و شبیه گلدسته است)
طبقه‌بندی دقیق تر در Meru Tantra و در کتاب Shalagrama Kosha که توسط SK Ramachandra Rao از دست نوشته‌ای به نام Shalagrama Pariksha نوشته شده توسط یک برهمن تلوگو به نام Anupasimha و بخش‌های منتشر نشده Sritattvanidhi که با شیلاهای سالیگرام سروکار دارد، ارائه شده است.

## استفاده

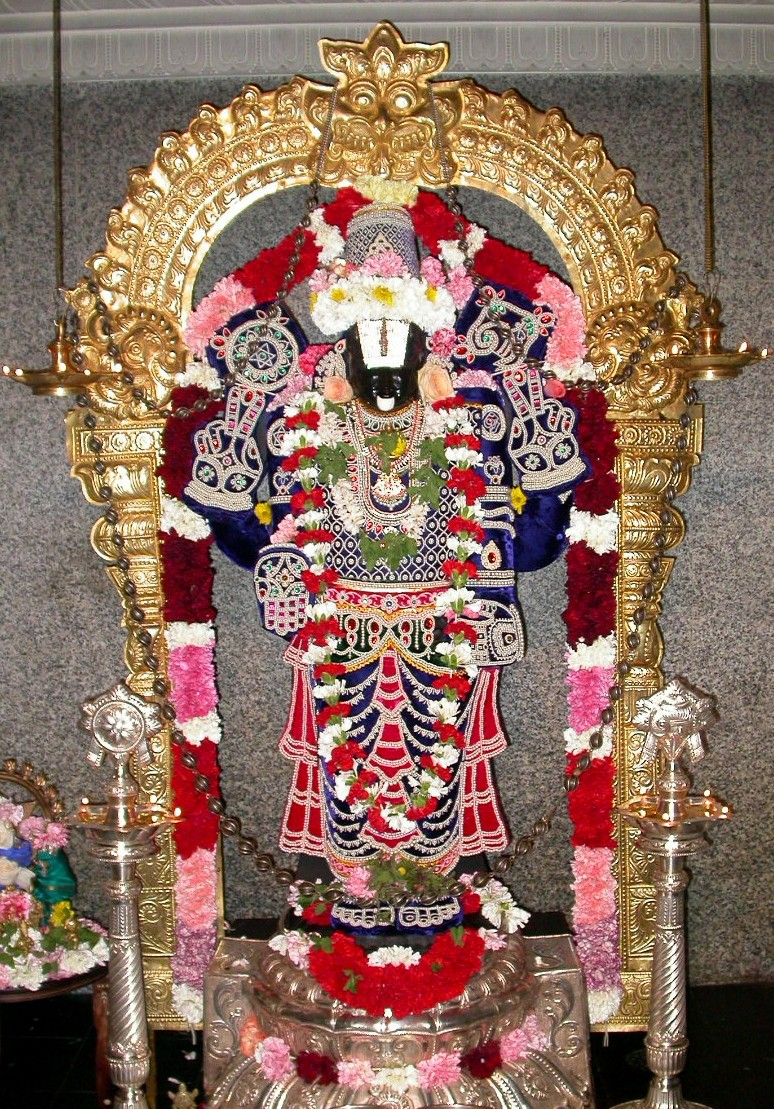
بت ونکاتشوارا در معبدی در میامی که با گلدسته ای ساخته شده از ۱۰۸ شیلای سالیگرام تزئین شده است.

شیلاهای سالیگراما به‌عنوان نمایش‌های غیرانسانی ویشنو در کنار شیلاهای دواراواتی استفاده می‌شوند، مشابه استفاده از یانترا و کالاشا در احترام به دیوی و لینگا و شیلاهای بانشوارا در تجلیل از شیوا. پراناتوشانی تانترا بیان می‌کند که پرستش همه خدایان را می‌توان بر روی شیلای سالیگرام انجام داد. پوراناها به صراحت می‌گویند که پرستش ویشنو از طریق شیلای سالیگرام شایستگی بیشتری نسبت به پرستش مورتی (بت) دارد.
بر خلاف مورتی‌ها، شیلاهای سالیگراما را می‌توان در اقامتگاه‌های فردی در کنار معابد پرستش کرد، می‌توان آن را به راحتی از مکانی به مکان دیگر برد و تا زمانی که چاکرای داخل آن شکسته یا ترک نخورده باشد، می‌توان آن را پرستش کرد. جدا از عبادت‌های سنتی که تعدادشان از پنج، ۱۰، ۱۶ تا ۱۸ متغیر است، برای عبادت شیلای سالیگراما فقط به برگ‌های تولاسی و آب ریخته شده از Dakshinavarti Shankh نیاز است. (صدف حلزونی مخصوص) برای وضو در مقایسه با مورتی که به اوپاچاراهایی با ارزش پولی مانند لباس و جواهرات نیاز دارد. از این رو پرستش سالیگرام شیلا می‌تواند توسط مردم حتی در مواقع سختی و پریشانی به عنوان تنها شیوه عبادت انجام شود.
هندوها از جنوب هندوستان بت‌های ویشنو با گلدسته ساخته شده از ۱۰۸ شیلای سالیگرام. هندوهای بنگالی مراسمی به نام سواستایانا را برگزار می‌کنند که در آن ۱۰۸ یا ۱۰۰۸ برگ تولاسی مسح شده با خمیر چوب صندل بر روی شیلای سالیگراما با هدف شفای بیماری‌ها یا رهایی از مشکلات ارائه می‌شود. این می‌تواند با Chandipatha (تلاوت آیینی Devi Mahatmya) یک، سه یا پنج بار همراه باشد. عبادت یک یا چهار شیوالینگای گلی و خواندن مانتراهای دورگا و ویشنو ۱۰۸ یا ۱۰۰۸ بار.

## ادبیات
پراناتوشانی تانترا بیان می‌کند که:

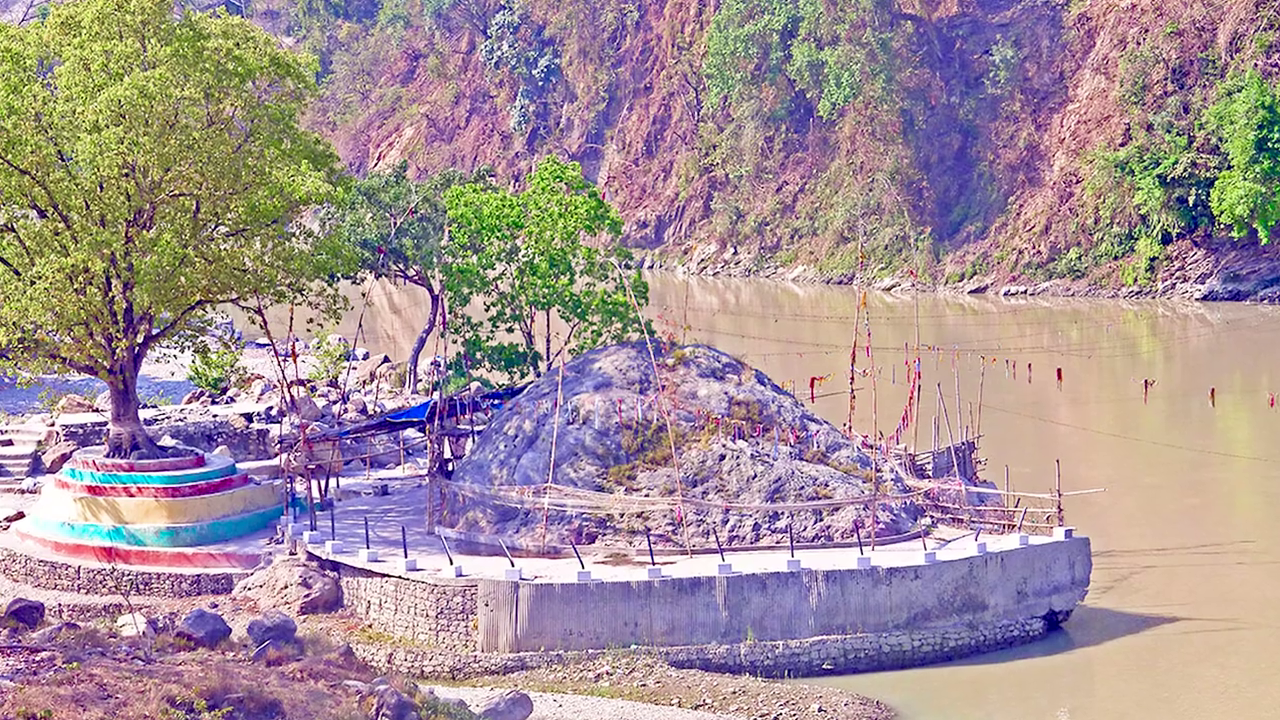
بزرگ‌ترین سالیگرام شیلا واقع در سواحل رودخانه کالیگانداکی در Setibeni واقع در تقاطع مناطق Parbat, Gulmi و Syangja در نپال.

این مطالب در Skanda Purana و Padma Purana نیز ذکر شده است.

## محدودیت‌های

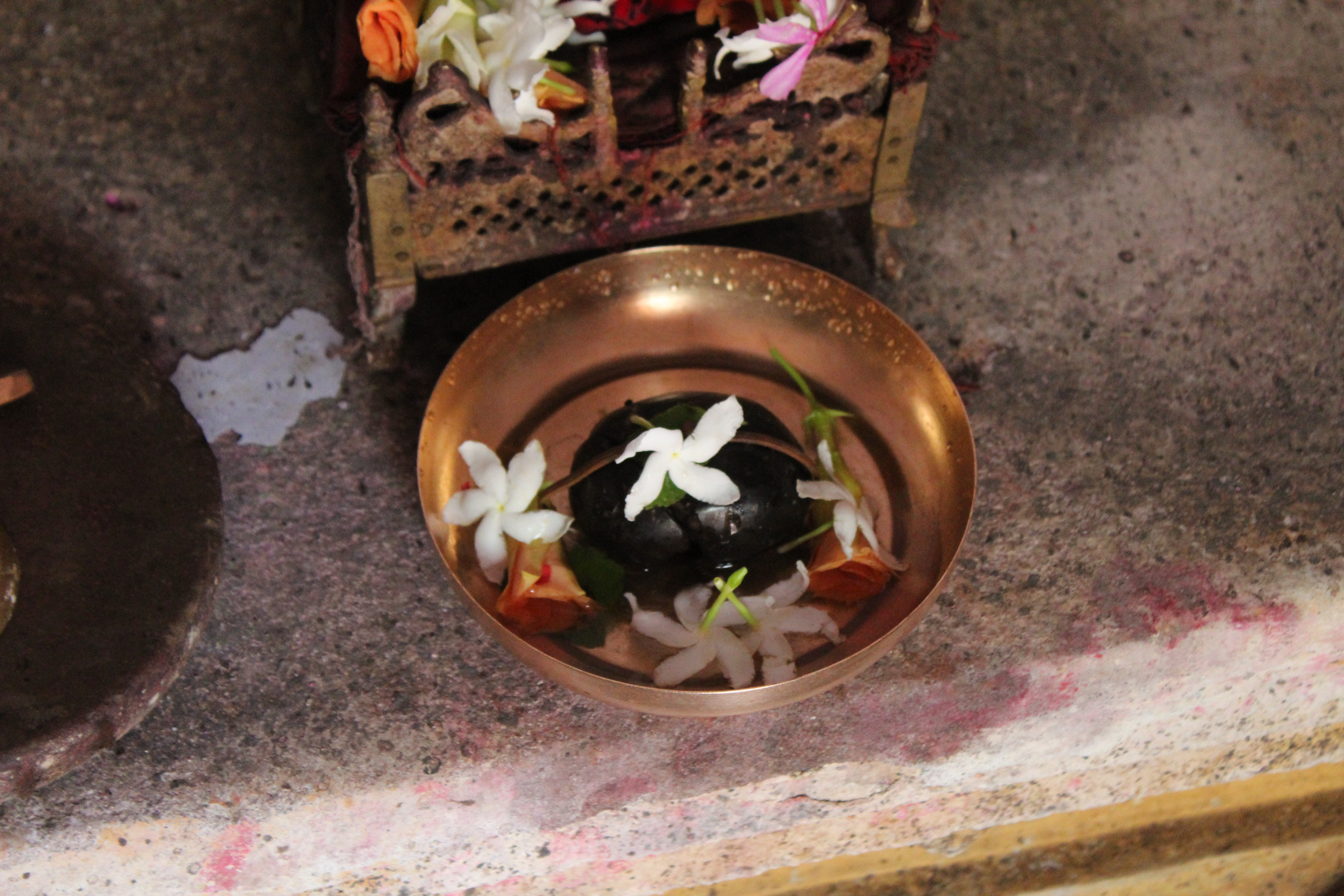
shaligrama shila در منطقه Hooghly، بنگال غربی پرستش می‌شود